# 嫩布罗
嫩布罗（義大利語：Nembro），是意大利贝加莫省的一个市镇。总面积15.22平方公里，人口11608人，人口密度762.7人/平方公里（2009年）。国家统计（ISTAT）代码为016144。